# ويليام ر. فانس
ويليام ر. فانس (بالإنجليزية: William R. Vance)‏ هو محامي وسياسي أمريكي، ولد في 1806.